# 가토리역
가토리역(일본어: 香取駅)은 일본 지바현 가토리시에 위치한 동일본 여객철도의 철도역이다. 나리타선의 소속역이며, 이 역을 기점으로 하는 가시마선 등 2개의 노선이 운행되고 있다. 상대식 승강장 2면 2선의 구조를 갖춘 지상역이다.

## 타는 곳
| 1 | ■ 나리타선 (■ 가시마선 포함) | 상행 | 사와라 · 나리타 · 지바 · 도쿄 · 시나가와 · 요코하마 방면 (소부 쾌속선·요코스카 선) |               |
| 1 | ■ 나리타선                   | 하행 | 오미가와 방면                                                                      |               |
| 1 | ■ 가시마선                   | 하행 | 이타코 · 가시마진구 방면                                                           |               |
| 2 | ■ 나리타선 (■ 가시마선 포함) | 상행 | 사와라 · 나리타 · 지바 · 도쿄 · 시나가와 · 요코하마 방면                           | 대피 시간대만 |

## 이용 현황
| 승차 인원 추이 | 승차 인원 추이 |
| 연도           | 1일 평균       |
| -------------- | -------------- |
| 1990           | 289            |
| 1991           | 395            |
| 1992           | 323            |
| 1993           | 312            |
| 1994           | 323            |
| 1995           | 339            |
| 1996           | 349            |
| 1997           | 334            |
| 1998           | 297            |
| 1999           | 294            |
| 2000           | 372            |
| 2001           | 311            |
| 2002           | 349            |
| 2003           | 293            |
| 2004           | 298            |
| 2005           | 251            |
| 2006           | 232            |

## 역 주변
- 가토리 신궁

## 인접 역
| 동일본 여객철도 나리타선 | 동일본 여객철도 나리타선 | 동일본 여객철도 나리타선         |
| ------------------------ | ------------------------ | -------------------------------- |
| 사와라 사쿠라 방면       | ■ 나리타선               | 스이고 조시 방면                 |
| 동일본 여객철도 가시마선 |                          |                                  |
| 사와라 사와라 방면       | ■ 가시마선               | 주니쿄 가시마 사커 스타디움 방면 |